# Диас, Лав
Лав Диас (англ. Lavrente Indico Diaz; род. 30 декабря 1958, Минданао) — филиппинский кинорежиссёр, сценарист и кинопродюсер.

## Биография
Назван в честь Лаврентия Берии. Играл на гитаре, писал пьесы и прозу для телевидения. Был вынужден сменить множество занятий, зарабатывая деньги на жизнь и на съемки фильмов, лучшие из которых («Эволюция филиппинской семьи», «Иеремия») занимали многие годы.

## Творчество
Крупнейший представитель современного авторского кинематографа на Филиппинах. Среди своих киноориентиров режиссёр называет Антониони, Тарковского, Ангелопулоса, Одзу. Фильмы Диаса — многочасовые меланхолические фрески социальной жизни современных Филиппин. Расходящиеся с коммерческими требованиями поиски Диаса 1990-х годов оказались подхвачены его более молодыми соотечественниками, определив взлет новейшего филиппинского кино (Райя Мартин и др.). Известен особенно длиной своих лент — в основном они длятся более 5 часов.

## Фильмография
- 1998: Serafin Geronimo, The Criminal of Barrio Concepcion
- 1999: Burger Boys
- 1999: Naked Under the Moon
- 2002: Hesus the Revolutionary
- 2002: Batang West Side (премия Серебряный экран Сингапурского МКФ)
- 2004: Эволюция филиппинской семьи / Evolution of a Filipino Family
- 2006: Иеремия / Heremias, Book One: The Legend Of The Lizard Princess (специальная премия жюри МКФ во Фрибуре)
- 2007: Смерть в стране чар / Death in the Land of Encantos (премия Горизонты Венецианского МКФ)
- 2008: «Меланхолия» / Melancholia (премия Горизонты Венецианского МКФ)
- 2009: У мотыльков нет памяти / Butterflies Have No Memories
- 2011: Столетие рождений / Siglo ng pagluluwal
- 2013: Норте, конец истории / Norte, hangganan ng kasaysayan
- 2014: От предшествующего (Золотой леопард кинофестиваля в Локарно)
- 2016: Колыбельная смертной тайне
- 2016: Женщина, которая ушла (Золотой Лев Венецианского МКФ)